# Fejedelem
A fejedelem (latinul princeps vagy dux) egyes monarchikus államokban az uralkodó általános megnevezése; olyan uralkodó, aki az uralma alatt álló országban, vagy országrészben a hatalmat ténylegesen gyakorolja, bizonyos királyi külsőségek és jogok nélkül (esetleg a császárral, királlyal függő, vagy hűbéres viszonyban van). Különleges helyzete volt a német választófejedelmeknek, mert csak ők választhatták meg a német-római császárokat. A magyar történelemben jelentősek voltak az erdélyi fejedelmek, de a fejedelmi címet viselte Thököly Imre (1682-85-ben Felső-Magyarország, 1690-ben Erdély fejedelme), valamint II. Rákóczi Ferenc (1704–11-ben Erdély, 1705-től a magyarországi szövetkezek rendek vezérlő fejedelme).
Egyéb fejedelmi címek:
- Hagyományosabb értelemben törzsi, nemzetségi, vérségi közösség feje, Magyarországon Árpád és utódaik méltóságát jelölő elnevezés. Géza fejedelem államszervező tevékenysége István keresztény államépítésében teljesedett ki, amikor a magyar fejedelmi méltóságot a keresztény királyi hatalom váltotta fel
- Általánosabb értelemben előkelő, ország nagyja
- Főpap, egyházfejedelem, mint püspökök, érsekek és a pápa
- Andorra, uralkodója két társfejedelem: a trónt öröklés útján szerző monarcha és a mindenkori francia államfő
- Liechtenstein, örökletes fejedelemség
- Luxemburg, örökletes fejedelemség
- Monaco, örökletes fejedelemség

## Fejedelem és herceg
Míg a fejedelem a nemzetközi diplomáciában államfőnek számít, addig a herceg a legmagasabb rangú főnemesi cím.
Míg a latin dux szót hercegként vagy hadvezérként fordítjuk, addig a latin princeps és származékai (angol prince, német Prinz) fejedelmi méltóságra utalnak. A Német-római Birodalomban és a német nyelvterületen a Prinz és Fürst kifejezés egyaránt a latin princepsnek felel meg.
A magyar terminológia azonban nem következetes: a walesi fejedelmi cím (Prince of Wales) a magyar nyelvben tévesen walesi hercegként honosodott meg. A német Prinz címet sokszor tévesen hercegként fordítják (pl. Savoyai Jenő esetében).

## Fejedelemasszony
- A fejedelem felesége, vagy:
- a női szerzetesrendek elöljárónője. Elnevezéseik még: apátnő, perjelnő v. főnöknő (abbatissa, superiorissa, piorissa, praefecta). A fejedelemasszony hatalma az anyai hatalomhoz hasonló: köteles a házi fegyelmet fenntartani, a fegyelmezetlen tagokat meginteni, ennek eredménytelensége esetén meg is fenyíteni. Minden fontosabb ügyben a püspök tanácsát köteles kikérni. A szerzetesrend szabályai szerint életfogytiglan vagy bizonyos időre (három vagy hat évre) választják a tagok. A tridenti zsinat szerint a fejedelemasszonynak legalább 40 évesnek és nyolcéves feddhetetlen, dicséretes szerzetesi életet kellett élnie. Egy apáca egyidejűleg két zárdának nem lehet elöljárónője.

## Fejedelemség
A fejedelemség a fejedelem uralma alatt álló terület, illetve annak államformája. A törzsi vezérek köréből felemelkedő uralkodók általában territoriális fejedelemségeket alakítottak ki. A Német-római Birodalom a 10. századtól 1806-ig a tartományi fejedelemségek laza szövetségéből állt, Kelet-Európában pedig a részfejedelemségek sorából kiemelkedő Moszkvai Nagyfejedelemség (15. század) történelmi szerepe vált jelentőssé. A 19. században főként a Balkánon egyes népek (román, szerb stb.) nemzeti függetlenségi küzdelme is fejedelemségek keretei között zajlott (Románia és Szerbia 1878-ban vált függetlenné). A modern polgári államépítés során ezek általában alkotmányos monarchiákká alakultak.

## Nagyfejedelem
A nagyfejedelem a törzsi, nemzetségi, vérségi közösség feje, vezetője; több törzs vagy országrész fejedelmeinek vezetője. A magyar törzsszövetséggel kapcsolatban általában fejedelemről beszélnek, de két forrás szerint a törzsszövetség élén nagyfejedelem állt. Az egyik adat VII. Konstantin bizánci császárnál szerepel, aki Árpádot Turkia nagyfejedelmének nevezte. A másik adat a 11. századból, Querfurti Brúnótól származik, aki Gézát nevezi nagyfejedelemnek, ez a többi fejedelem feletti méltóságot is jelenthette. A törzsszövetségi hatalmat jelentő fejedelmi vagy nagyfejedelmi méltóság helyébe a királyi hatalom lépett I. (Szent) István megkoronázásával. 1765-ben Mária Terézia királynő Erdélyt nagyfejedelemséggé emelte, így ezután a magyar királyok címei között szerepelt az Erdély nagyfejedelme cím is.

## Princeps
A princeps általános értelemben fejedelem. A Római Köztársaság korában előkelő személy, a senatusban tekintélyével kitűnő, idősebb consularis (princeps senatus). Octavianus, a császár nem hivatalos titulusává tette, a korai császárkor innen kapta a principatus nevet. Augustus princepsként formálisan az egyenlők között volt az első (primus inter pares), tribunusi és proconsuli hatalmánál fogva azonban valójában helytartóként vezette az összes császári provinciát, továbbá a hadsereg főparancsnoka volt, így egy alig leplezett katonai diktatúra első számú vezetője lett. A princepsek idővel háttérbe szorították a senatust, amelynek hatalma a 3. századra szinte teljesen elsorvadt.

## Birodalmi fejedelem
A birodalmi fejedelem (Reichfürst [német], princeps regni, princeps imperii [latin]) a 12. századtól 1803-ig a legmagasabb rangú, fejedelmi jogkörrel felruházott tartományurak címe a Német-római Birodalomban. A birodalmi fejedelmek a király közvetlen hűbéresei voltak, akik a maguk területén önálló uralkodói jogokkal rendelkeztek (bíráskodás, vám, pénzverés stb.), ezeket az egyháziak 1220-ban, a világiak pedig 1231-ben, ill. 1232-ben a királlyal is elismertették. 1180 után birodalmi fejedelmi címet a király a többi birodalmi fejedelem hozzájárulásával adhatott. A birodalmi gyűlésen mindegyikük, saját külön jogállása alapján egyénileg vett részt (bizonyos döntésekhez a királynak szüksége volt az ő hozzájárulásukra); később renddé szerveződtek. Az újkorban a közülük kiemelkedő választófejedelmeken kívül az érsekek, püspökök, számos apát és más főpap, valamint világi fejedelmek (hercegek és mások) is birodalmi fejedelemnek számítottak.
A kora újkorban (a császári hatalom jelképessé válásával) megjelennek a címzetes birodalmi fejedelmek is. A cím jelentősége abból állt, hogy a Német-római Császárságban uradalommal nem rendelkező személyek is a birodalmi arisztokráciába kerülhettek. A Rákóczi-család tagjai I. Rákóczi Györgytől II. Rákóczi Ferencig birodalmi fejedelemnek számítottak.